# Поддубие
Поддубие (на руски: Поддубье) е село в северозападна Русия, част от Удомелски район на Тверска област. Населението му е около 6 души (2010).
Разположено е на 176 метра надморска височина на Валдайското възвишение, на 16 километра югоизточно от Удомля и на 110 километра северно от Твер.

## Известни личности
Починали в Поддубие
- Алексей Венецианов (1780-1847), руски художник